# MainArena

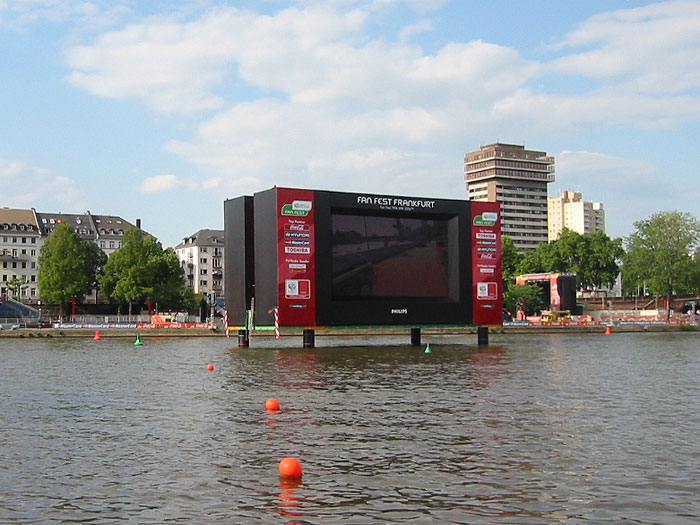
Großbildschirm in der MainArena auf dem Main

Die MainArena, offiziell FIFA Fan Fest Frankfurt genannt, war ein Public-Viewing-Bereich am Museumsufer in Frankfurt am Main während der Fußball-Weltmeisterschaft 2006 vom 9. Juni bis 9. Juli 2006. Bereits eine Woche vorher fand an gleicher Stelle die Inszenierung der SkyArena statt.

## Aufbau und Position

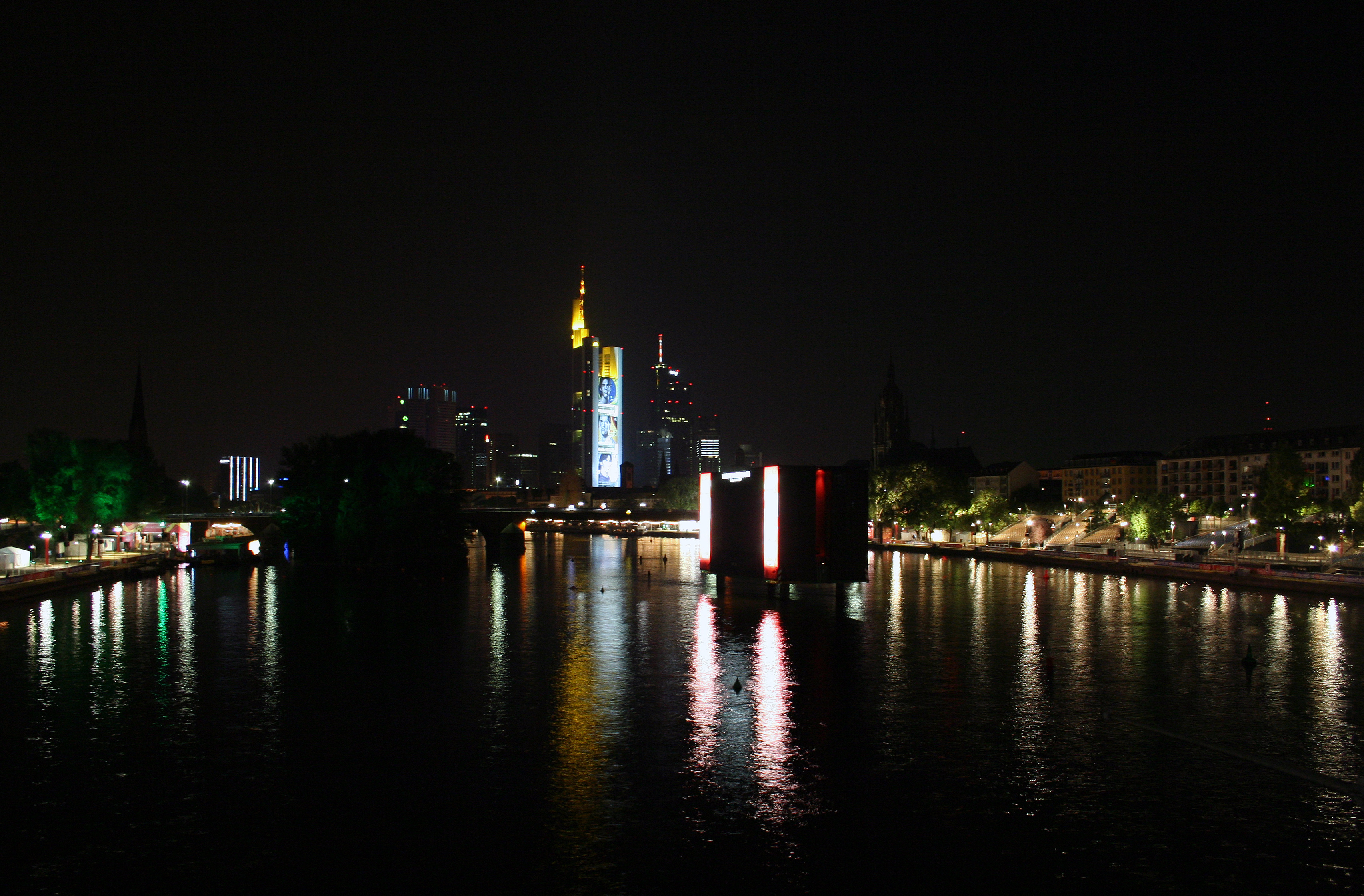
MainArena und Frankfurter Skyline bei Nacht

Die MainArena war für eine Kapazität von 30.000 Zuschauern konzipiert, davon 15.000 im Public Viewing Nord am Nordufer, 7000 im für die Sponsoren reservierten Public Viewing Süd am Südufer sowie weitere 8000 im Public Viewing Ost an der Weseler Werft. Die Zahl der Sitzplätze betrug 3200.
Aus Sicherheitsgründen musste der Zutritt zur MainArena mehrfach begrenzt werden. Der tatsächliche Besucherrekord lag bei 80.000 Personen, die am 21. Juni beim Spiel der Niederlande gegen Argentinien und am 24. Juni bei Deutschland gegen Schweden auf den Straßen und Brücken in und um der Arena Platz fanden. Bis zum Ende der Fußball-WM besuchten rund zwei Millionen Zuschauer die MainArena. 
Die Fußballspiele wurden auf drei Videowände übertragen. Die beiden größeren mit je 144 Quadratmeter befanden sich auf einem 9 Meter hohen und 16 Meter breiten Quader, der mitten im Main auf 22 Meter langen Hydraulikstelzen installiert war. Die Videowand war aus knapp 1100 Bildschirmeinzelteilen zusammengesetzt und für 22.000 Zuschauer im Public Viewing Nord und Süd ausgelegt. Für den Bereich Ost war noch zusätzlich ein dritter Schirm mit einer Fläche von 72 Quadratmetern an der Weseler Werft errichtet worden.
Die Flächen für den Main wurden im Osthafen zusammengesetzt und dann an ihren eigentlichen Standort bei Main-km 35,83 zwischen der Alten Brücke und der Ignatz-Bubis-Brücke verschifft. So konnten beide Mainufer während der WM-Spiele als Public-Viewing-Flächen genutzt werden. Die künstliche Insel stammte aus Rotterdam und wurde dort von einem der WM-Sponsoren, dem niederländischen Technologiekonzern Philips hergestellt. Sie wog mit Bildschirmen und allen Kabeln 350 Tonnen. Dadurch sanken die vier Pfeiler während der Weltmeisterschaft um bis zu sechs Meter tief ins Flusssediment ab.
Einen erheblichen Aufwand verursachten die Sicherheitsmaßnahmen. An jedem Spieltag waren beispielsweise rund 2100 ehrenamtliche und hauptamtliche Feuerwehrleute im Einsatz.
Die MainArena kostete in den vier Wochen ihres Betriebs rund 7,4 Millionen Euro, von denen rund 6,4 Millionen von der Stadt Frankfurt aufgebracht wurden. Etwa eine Million trugen die Sponsoren bei. Der bereitgestellte Etat von 8,2 Millionen Euro brauchte somit nicht ausgeschöpft zu werden.
Die MainArena wird von den Verantwortlichen als großer Erfolg gewertet.

## Schiffsverkehr
Der Schiffsverkehr musste für die MainArena Einschränkungen hinnehmen. Zwischen dem 26. Mai 2006 und 19. Juli 2006 bestand zwischen Main-km 35,2 und 36,3 ein Begegnungs- und Überholverbot für die Berufsschifffahrt sowie ein Liegeverbot an beiden Ufern. Für die Sportschifffahrt und die Berufsschifffahrt wurden jeweils separate Fahrrinnen eingerichtet. Von diesen Einschränkungen abgesehen blieb die Schifffahrt während der ganzen Zeit in Betrieb, so dass während der Übertragungen gelegentlich Binnenschiffe vor dem Bildschirm vorbeifuhren. 
Trotz der Sicherungsmaßnahmen gab es mehrere Unfälle. Am 29. Juni 2006 gegen ein Uhr nachts rammte trotz der Verkehrsregelungen ein niederländisches Binnenschiff die MainArena und beschädigte einen der vier Pfeiler des Bildschirmquaders. Der Schiffsführer war durch einen gesperrten Brückenbogen gefahren. Der Schaden war jedoch gering und konnte noch in der Nacht behoben werden. Zu einer weiteren Kollision kam es in der Nacht zum 4. Juli 2006. Diesmal kollidierte ein 170 Meter langer Schubverband auf der Fahrt von Linz nach Antwerpen mit der Videowand, aufgrund eines Lenkfehlers des 64-jährigen deutschen Kapitäns. Es entstand ein kleiner Schaden an der äußeren Verkleidung der Bildwand, der allerdings nicht die Übertragung des Halbfinalspiels zwischen Deutschland und Italien am Abend gefährdete.

## Rahmenprogramm
Auch an Tagen, an denen kein WM-Spiel stattfand, wurde die MainArena für Veranstaltungen genutzt. Am 29. Juni präsentierte die Oper Frankfurt zusammen mit der Tourismus+Congress GmbH eine Opernnacht, in der die Oper Die Entführung aus dem Serail von Wolfgang Amadeus Mozart als Aufzeichnung einer Inszenierung aus dem Jahr 2003 aufgeführt wurde. Eine Filmnacht mit vielen Klassikern folgte am 2. Juli, und am 7. Juli fand im Rahmen des Museumsuferfestes ein Live-Programm des hr3 auf der Hauptbühne im Public Viewing Nord-Bereich statt. Mit dabei waren unter anderem Kate Ryan und die Hermes House Band.

### Medienecho
- MainArena auf hr3
- SkyArena und MainArena sollen zur Fußball-WM werben auf rhein-main.net
- MainArena bisher voller Erfolg (Memento vom 29. September 2007 im Internet Archive) auf sport.ard.de
- Späte Rache der Holländer?
- Die Main Arena soll es öfter geben
- Frankfurts Fan-Fest wird in Einzelteile zerlegt

Koordinaten: 50° 6′ 30″ N, 8° 41′ 23″ O